# Dia Internacional contra la LGTBI-fòbia
El Dia Internacional contra la LGTBI-fòbia (o Dia Internacional contra l'Homofòbia, la Transfòbia i la Bifòbia) se celebra el 17 de maig per commemorar la desclassificació de l'homosexualitat com a malaltia mental per part de l'Organització Mundial de la Salut el 17 de maig de 1990.
La celebració d'aquest dia internacional té com a finalitat coordinar internacionalment l'organització d'activitats per incrementar la consciència sobre l'homofòbia, la transfòbia, la bifòbia i la fòbia a la intersexualitat. També pretén estimular l'interès de les autoritats i la població en garantir els drets LGTBI al món.

## Història
El Dia Internacional contra l'Homofòbia (IDAHO) es va concebre el 2004. Al llarg d'aquell any es va realitzar una campanya que va culminar en la primera celebració del dia internacional el 2005. Aquell mateix any els fundadors de l'esdeveniment van constituir el Comitè IDAHO, que des d'aleshores organitza aquesta diada anualment. Louis-Georges Tin en va ser el fundador.
Més de vint mil persones i també organitzacions com l'Associació Internacional de Lesbianes i Gais (ILGA), la Comissió Internacional Gai i Lesbiana de Drets Humans (IGLHRC), el Congrés Mundial de Jueus LGBT, i la Coalició de Lesbianes Africanes van signar una crida en suport a la iniciativa IDAHO.
El 2009 es va agregar la transfòbia al nom de la campanya, i aquell any les activitats es van centrar en aquest tipus de discriminació. Aleshores es va canviar la denominació per dia Internacional contra l'Homofòbia i la Transfòbia (IDAHOT). El 2015 es va afegir també la bifòbia.
El comitè organitzatiu va decidir mantenir l'acrònim IDAHOT malgrat els canvis en la seva denominació. Argumenten que «és una solució imperfecta, però necessària per a la consistència de les comunicacions». Així mateix, donen suport a les organitzacions que adaptin el nom del dia al seu context i prioritats. També expliquen que han creat una línia base global que reflecteix la diversitat sexual i de gènere de les minories, que és «celebració global de la diversitat sexual i de gènere [sic]».